# Sveta potvrda
Sveta potvrda, krizma, firma ili sveto pomazanje, obred je u mnogim kršćanskim Crkvama. U Katoličkim i (Rimo-, Grko- i Istočnim katoličkim Crkvama), Pravoslavnim Crkvama, te u Anglikanskoj Crkvi sveta potvrda jedan je od sakramenata.
Krizmom se naziva zbog svoga važnoga obreda - pomazanja svetim uljem („krizmom”), posvećenim na Misi posvete ulja na Veliki četvrtak. Naziva se potvrda jer potvrđuje i osnažuje krsnu milost.
U istočnim Crkvama naziva se miropomazanje, tj. pomazanje svetim mirom „krizmom”.
| Potvrda usavršuje krsnu milost; ona je sakrament koji daje Duha Svetoga da nas dublje ukorijeni u božansko posinstvo, da nas čvršće pritjelovi Kristu, da ukrijepi nasu vezu s Crkvom te nas tješnje pridruži njezinom poslanju i pomogne da kršćansku vjeru svjedočimo riječju i djelima. Potvrda, kao i krštenje, u dušu kršćana utiskuje duhovni biljeg ili neizbrisiv karakter; zato se ovaj sakrament može primiti samo jednom u životu.— Katekizam Katoličke Crkve, 1316 i 1317 |

## Uvod
Sakrament Svete potvrde ili Krizme zajedno s krštenjem i euharistijom čini cjelinu sakramenata kršćanske inicijacije. Time je ovaj sakrament nužan za primanje Kristove milosti. Potvrda, kao što i samo ime govori, je sakrament kojim osoba potvrđuje svoju vjeru i svoju pripadnost Crkvi.
Krizmu obično dodjeljuje biskup ili njegov zastupnik (delegat), dok svećenik krizmu može podijeliti osobama kojima je zdravlje ugroženo, a nisu se krizmale, bez pitanja biskupa.

## Povijest
U  prvim stoljećima kršćanstva, ovaj se obred obavljao odmah nakon krštenja tvoreći s njime, prema izrazu svetoga Ciprijana, „dvostruki sakrament”. Na Zapadu se (u Katoličkoj Crkvi) uvela praksa privremena odvajanja ovih dvaju sakramenata, dok se na Istoku (pravoslavlje) očuvalo jedinstvo ovih dvaju sakramenata. U Rimu se ustalio običaj da poslije krštenja bude dvojako mazanje krizmom. Prvo mazanje bi vršio svećenik odmah nakon izlaska novoga krštenika iz krsne kupelji, a drugim mazanjem bi kasnije biskup kada stigne dovršio potvrđenje. Kada bi se krstila odrasla osoba onda bi se vršilo samo jedno pomazanje i to odmah nakon krštenja.
Danas se obred u Katoličkoj crkvi obavlja kada dijete postane malo starije i zrelije da osobnije i svjesno prihvati kršćanski život, s navršenih četrnaest ili petnaest godina starosti, obično u osmom razredu osnovne škole (u većini Hrvatske). Krizma je obred inicijacije, ulaska djeteta u svijet odraslih, dijete postaje odraslim članom Crkve.

## Značaj krizme u Katoličkoj crkvi
Po nauku Katoličke crkve, na krizmi katolici primaju na sebe Duha Svetoga kojeg je Isus obećao. Da bi se jasnije označio dar Duha Svetoga, vrlo je rano uz polaganje ruku dodano i mazanje mirisnim uljem (krizmom). To mazanje tumači i sam naziv "kršćanin" što znači pomazanik, izvedeno iz samoga imena Krista kojega je Bog pomazao Duhom Svetim. Tako i danas ljudi prilikom sakramenta Svete potvrde primaju na sebe Duha Svetoga koji će im dati dodatnu snagu, ispuniti ih svjetlom za bolji kršćanski život, da bi što bolje mogli razumjeti ono što im je Bog objavio.
Katoličko je vjerovanje da obred u kršćanima usavršuje i dopunjuje unutarnju sličnost s Isusom Kristom što im je darovana na krštenju, te ih ispunjuje ljubavlju da bi u događajima i ljudima koje susreću mogli prepoznati Božju prisutnost i Božji poziv da se neprestano što dosljednije uključuju u izgradnju novoga, Božjega svijeta. Priopćuje im osobitu snagu Duha Svetoga da kao pravi svjedoci Kristovi, riječju i djelom, šire i brane vjeru, da hrabro ispovijedaju ime Kristovo i nikada se ne stide njegova križa.

## Uvjeti krizmanja
Da bi netko mogao pristupiti Svetoj potvrdi mora biti: 
- kršten
- u prijateljstvu s Bogom i ljudima (mora se ispovjediti, biti bez težih grijeha na savjesti)
- prethodno prikladno poučen o vjeri i kadar svojevoljno i svjesno obnoviti svoja obećanja koje je sklopio s Bogom prigodom krštenja. Budući potvrđenici koji su bili kršteni nesvjesno, tj. kao mala djeca moraju obnoviti svoja krsna obećanja koja su kao djeca primila pristankom svojih roditelja, kumova i kršćanske zajednice. Tada se svjesno odriču sotone i ispovijedaju krsnu vjeru. Osoba mora biti u dobi rasuđivanja, tj. mora biti svjesna svojih postupaka da bi mogla biti potvrđena. Iznimka je smrtna pogibelj kada se i smiju krizmati i djeca koja nisu dostigla dob rasuđivanja.

Osoba koja prima svetu potvrdu/svetu krizmu se zove potvrđenik/krizmanik (firmanik, pomazanik).
Izvorni djelitelj potvrde je biskup. Iako biskup može samo iz vrlo važnih razloga dati nekim svećenicima ovlast dijeljenja potvrde, poželjno je da ga ipak radi značenja samoga sakramenta podjeljuje on sam, zato što je ipak zbog biskupa potvrda odvojena od krštenja. Osoba prima Duha Svetoga u trenutku kada mu biskup kaže: „Primi pečat dara Duha Svetoga“, nakon toga mu biskup na čelu posvećenim uljem utiskuje duhovni pečat, a sada već potvrđenik odgovara s „Amen“. 
Važan je i sam značaj katekumenskoga ulja koji se još naziva i krizma, od kojega i dolazi uvriježeni naziv sakramenta. Prema biblijskom i starodrevnom simbolizmu, pomazanje uljem obiluje brojnim značajkama. Ulje je znak obilja i radosti – osoba prima Duha Svetoga i potvrđuje vjeru te je to radostan trenutak. Isto tako pomazanik zrači ljepotom, zdravljem i snagom. Sva ta značenja možemo otkriti u sakramentalnom životu. Tim pomazanjem uljem potvrđenik postaje zauvijek obilježen Božjom ljubavlju i svojim obećanjem života po Božjem zakonu. 
Potvrđenika biskupu predstavlja kum. Poželjno je da to bude isti kum koji je prisustvovao i krštenju. Kum postaje pomoćnik, vodilja i uzor u kršćanskom životu potvrđenka. Osim što će ta osoba krizmaniku biti osobni prijatelj na kojega će se uvijek moći osloniti, on mora zadovoljavati određene uvjete i mora se isticati uzornim kršćanskim životom. Mora biti dovoljno zreo i svjestan primitka te vrlo važne zadaće. Mora biti kršten, potvrđen i pričešćen te pripadati zajednici Katoličkoj Crkvi. Isto tako mu crkveni zakoni ne smiju zabranjivati vršenje kumske službe.

## Biblijski temelji
Duh Sveti prisutan je u ljudskoj povijesti (koju Crkva naziva i »povijesti spasenja«) od samoga Stvaranja, pri kojemu je „duh Božji lebdio nad vodama” (Post 1, 2), i u kojemu sudjeluje Presveto Trojstvo: „I reče Bog: Načinimo čovjeka na svoju sliku...” (Post 1, 26), prema tomu i Duh Sveti također, koji oživotvoruje (oživljuje) čovjeka: „Jahve, Bog, načini čovjeka od praha zemaljskog i u nosnice mu udahne dah života. Tako postane čovjek živa duša.” (Post 2. 7). 
Hebrejska riječ za duh je »ruah«, što znači „dašak vjetra” (Izl 10, 13), tj. „dah života” (Post 7, 15; Mt 27, 50). Jahve je gospodar toga životnoga daha (Post 2, 7) i darivatelj života (Ez 37, 1-14) pa ga može i oduzeti (Job 34, 14). Duh Božji daje hrabrost i srčanost ljudima (Sudci 15, 19 iz Post 45, 27), osobitu, izvanrednu snagu i izdržljivost (Br 11, 25; Sudci 14, 6; Lk 1, 15 i 4, 14). Starozavjetni proroci svjesni su kako ih upravo Duh Božji vodi u njihovu poslanju. Više starozavjetnih spisa nagoviješta kako će Božji Duh prebivati na Mesiji (Iz 11, 2; Lk 4, 18.21; Ez 36, 25; Ps 51, 12-15: „duh postojan obnovi u meni!”) i na Sluzi Božjem (Iz 42, 1). To potvrđuje Isus Krist u Evanđelju po Luki: „Duh Gospodnji na meni je jer me pomaza! On me posla blagovjesnikom biti siromasima, proglasiti sužnjima oslobođenje, vid slijepima, na slobodu puštati potlačene, proglasiti godinu milosti Gospodnje“. (Lk 4,18-19) Duh Božji, dakle, oslobađa od grijeha i čovjekove pale naravi. 

Od početaka kršćanstva „prve zajednice” bile su svjesne obdarenosti Duhom, tj. posjedovanja karizmi, različitih načina djelovanja Duha Svetoga te darova i poslanja koji proizlaze iz njih. Stalna prisutnost Duha u Crkvi počinje sa silaskom Duha Svetoga na apostole u obliku silnoga vjetra i plamenih jezika (Dj 2, 1-4): 
»Kad je napokon došao dan Pedesetnice, svi su bili zajedno na istome mjestu. I eto iznenada šuma s neba, kao kad se digne silan vjetar. Ispuni svu kuću u kojoj su bili. I pokažu im se kao neki ognjeni razdijeljeni jezici te siđe po jedan na svakoga od njih. Svi se napuniše Duha Svetoga i počeše govoriti drugim jezicima, kako im već Duh davaše zboriti.«
Duh Sveti temelj je apostolskoga, time i biskupska i Crkvena djelovanja (Dj 20, 28): „Brinite se za se i za sve stado u kojemu vas Duh Sveti postavi biskupima da pasete Crkvu Božju koju sebi steče krvlju svojom”.
Po primanju Duha Svetoga, Sveti Petar objašnjava okupljenim Židovima ostvarenje starozavjetnoga navještaja riječima proroka Joela (Dj 2, 16-18): 
| „ | U posljednjim danima dogodit će se, kaže Bog: Izlit ću Duha svojega na svakoga čovjeka i proroci bit će sinovi vaši i kćeri vaše, vaši će mladići imati viđenja, a vaši starci imat će sne. Također ću na sluge svoje i sluškinje svoje izliti Duha svojega, u ono vrijeme i bit će proroci. | ” |
|   | |   |

## Vanjske poveznice
- Župa sv. Jure Vir don Ilija Drmić: O sakramentu potvrde ili krizme

### Sestrinski projekti
|  | Zajednički poslužitelj ima još gradiva o temi Sveta potvrda |